# Xã Wendell, Quận Thomas, Kansas
Xã Wendell (tiếng Anh: Wendell Township) là một xã thuộc quận Thomas, tiểu bang Kansas, Hoa Kỳ. Năm 2010, dân số của xã này là 57 người.